# 龙城镇 (漯河市)
龙城镇，是中华人民共和国河南省漯河市郾城区下辖的一个乡镇级行政单位。

## 行政区划
龙城镇下辖以下地区：
十五里店村、徐庄村、幸福村、常湾村、庙赵村、李湾村、前黄村、仲李村、栗庄村、老翟村、宁沟刘村、钮王村、木梳杨村、后黄村、冢马村、湖西王村、大军王村、大李庄村、西刘村、白庄村和孔沈邓村。